# Universitat d'Edimburg
La Universitat d'Edimburg (en anglès: University of Edinburgh i en gaèlic escocès: Oilthigh Dhùn Èideann) és un centre d'ensenyament i investigació d'Edimburg, una de les universitats més antigues d'Escòcia, i entre les més grans i prestigioses del Regne Unit. Va ser fundada l'any 1583, com a universitat pública de recerca i situada a Edimburg, la capital d'Escòcia, i un lloc Patrimoni de la Humanitat segons la UNESCO. Aquesta és la tercera universitat de la Gran Bretanya per nombre de sol·licituds per a cursar-hi estudis (en rep unes 47.000 cada any). Per entrar-hi, hi ha molta competència, amb 12 sol·licituds per plaça en els darrers cicles d'admissions. Va ser la quarta universitat establerta a Escòcia i la sisena del Regne Unit i es considera una de les més prestigioses del món.
Aquesta universitat va tenir un paper important en fer d'Edinburgh un centre intel·lectual capdavanter durant el període del segle de les Llums (Il·lustració). Entre els seus graduats, es troben Charles Darwin, James Clerk Maxwell, David Hume, Thomas Bayes, Alexander Graham Bell, el primer president de Tanzània Julius Nyerere, i escriptors com Sir Arthur Conan Doyle, Robert Louis Stevenson, J. M. Barrie, i Sir Walter Scott. Aquesta universitat també està associada amb 9 guanyadors del Premi Nobel, 1 del Premi Abel i molts guanyadors de medalles d'or als jocs olímpics.

## Història
La fundació s'atribueix al bisbe Robert Reid de la catedral de Saint Magnus, Kirkwall, Orkney, qui va deixar a la seva mort els fons l'any 1558.

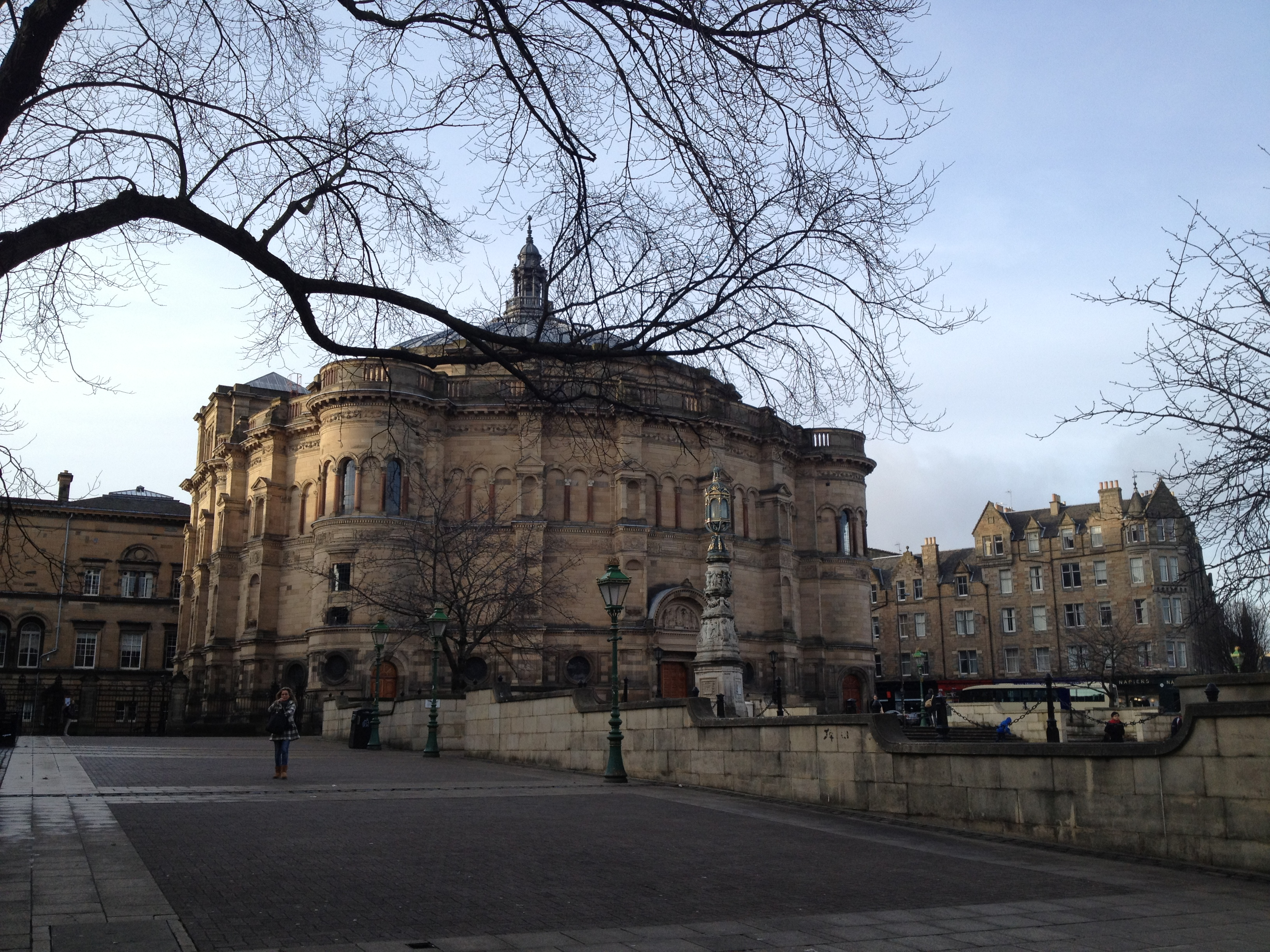
Edifici universitari McEwan Hall

La universitat es va establir per una carta reial concedida per Jaume I el 1582, fent que fos la quarta universitat escocesa, quan Anglaterra, molt més popular i pròspera, tan sols en tenia dues.
El segle xviii, Edimburg era un dels centres principals d'Europa i es va desenvolupar com una de les universitats més importants del continent.
En l'actualitat, l'alumnat de la universitat és representat pel Consell Representatiu dels Estudiants (SRC), fundat el 1884 per Robert Fitzroy Bell, i l'Associació dels Estudiants de la Universitat d'Edimburg (EUSA), que comprèn la Unió de la Universitat d'Edimburg (EUU), fundada el 1889.
El 2002, la universitat va ser reorganitzada, les seves noves facultats van passar a ser-ne tres, i en aquest moment comprèn les facultats d'Humanitats i Ciències Socials (HSS), Ciència i Enginyeria (SCE) i Medicina i Medicina Veterinària (MVM).

## Col·legisi escoles

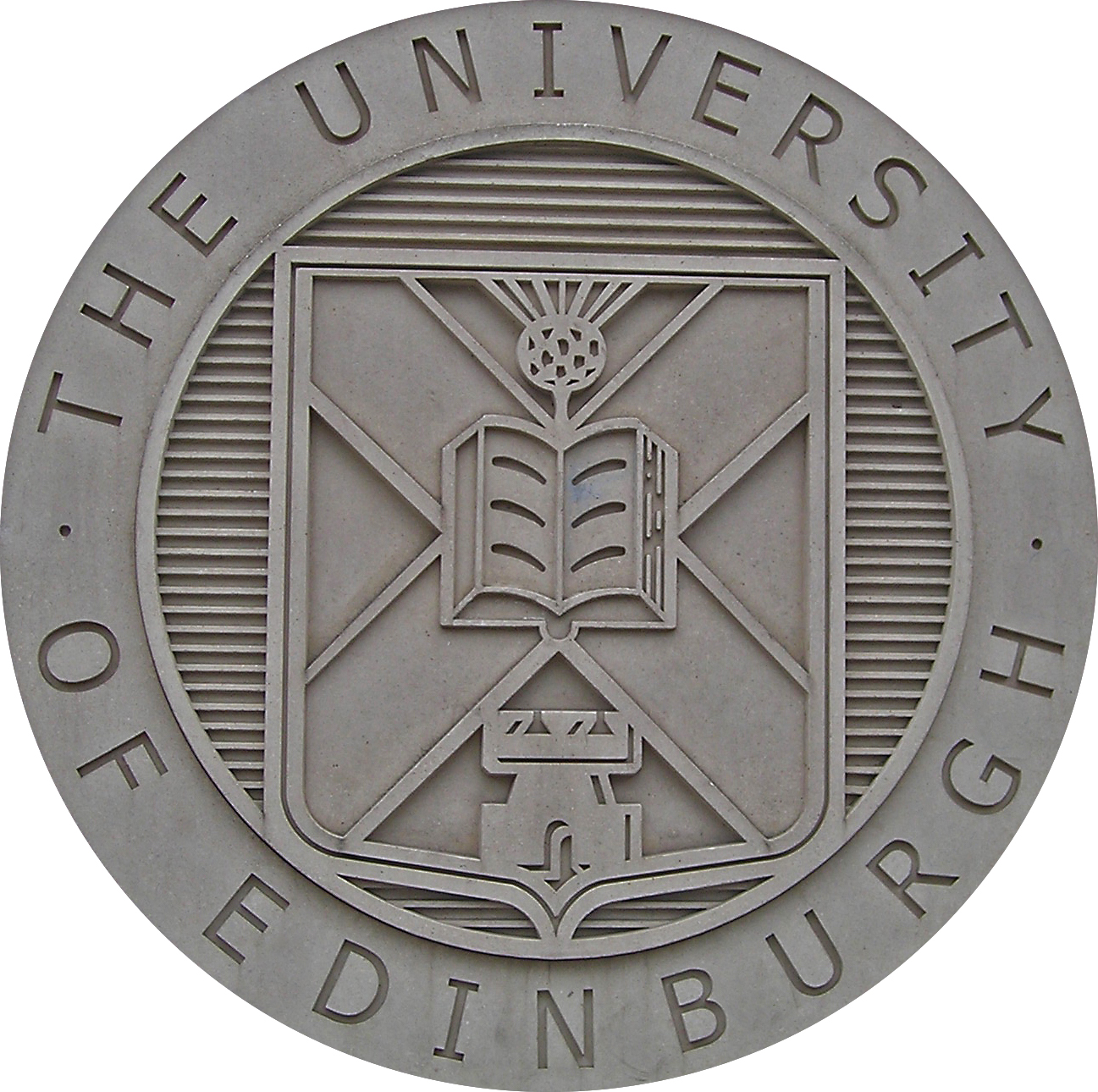
Escut de la universitat d'Edinburgh

### College of Humanities and Social Science
És el més gran dels tres colleges de la universitat, té 11 escoles,16.300 estudiants i un equip de 1.460 treballadors.
- Edinburgh School of Architecture and Landscape Architecture
- University of Edinburgh Edinburgh College of Art
- Business School
- School of Divinity
- School of Economics
- School of Health in Social Science
- School of History, Classics and Archaeology
- School of Law
- School of Literatures, Languages and Cultures
- Moray House School of Education
- School of Philosophy, Psychology and Language Sciences
- School of Social and Political Sciences
- The Office of Lifelong Learning
- Escola d'Estudis Escocesos. L'Escola d'Estudis Escocesos (en gaèlic escocès: Sgoil Eòlais na h-Alba, en scots: Scuil o Scots Studies i en anglès: School of Scottish Studies) és una entitat afiliada a la Universitat d'Edimburg. Fundada el 1951 pel professor William Lindsay Renwick, és un dels centres més importants de la cultura, tradicions i llengua pròpies d'Escòcia. Els seus arxius, situats al George Square de la capital escocesa, compten amb més de 9.000 enregistraments sobre el terreny de música tradicional, cançons i altres elements tradicionals. Va ser Calum MacLean, germà del famós poeta Sorley MacLean qui va iniciar la col·lecció.

### Col·legi de Medicina i Veterinària
Aquest col·legi té una llarga història i es considera una de les millors institucions mèdiques del món.
- School of Biomedical Sciences
- School of Clinical Sciences and Community Health
- School of Molecular and Clinical Medicine
- Royal (Dick) School of Veterinary Studies

### Col·legi de Ciència i Enginyeria
Al segle xvi, la ciència es considerava com filosofia natural. Al segle xvii, es van instituir les càtedres de Matemàtica i Botànica seguides en el segle xvii per les càtedres d'Història Natural, Astronomia, Química i Agricultura. Joseph Black, professor d'aquesta universitat, descobrí el diòxid de carboni i va fundar la Societat Química més famosa del seu moment.
- School of Biological Sciences
- School of Chemistry
- School of GeoSciences
- School of Engineering
- School of Informatics
- School of Mathematics
- School of Physics and Astronomy

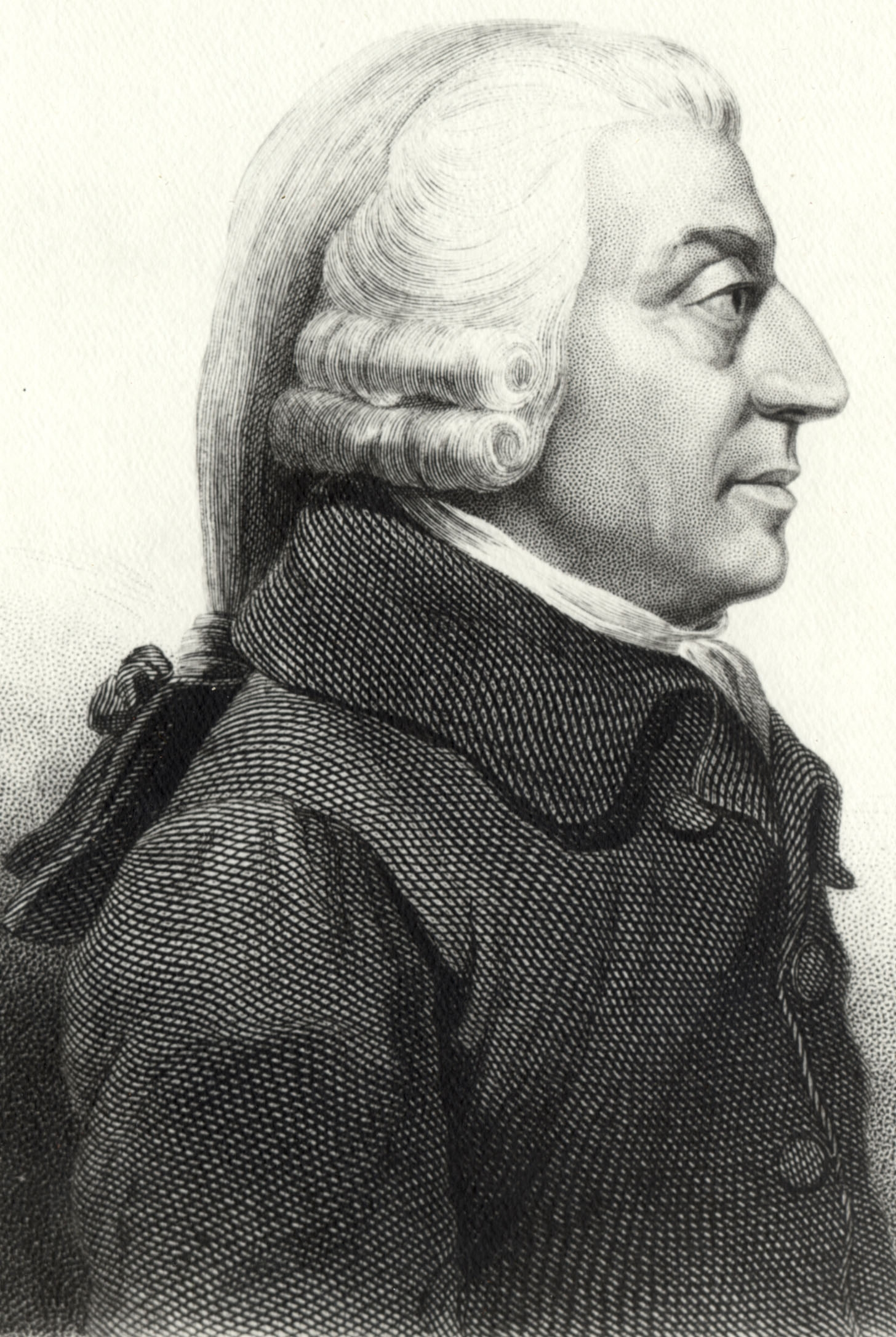
Adam Smith
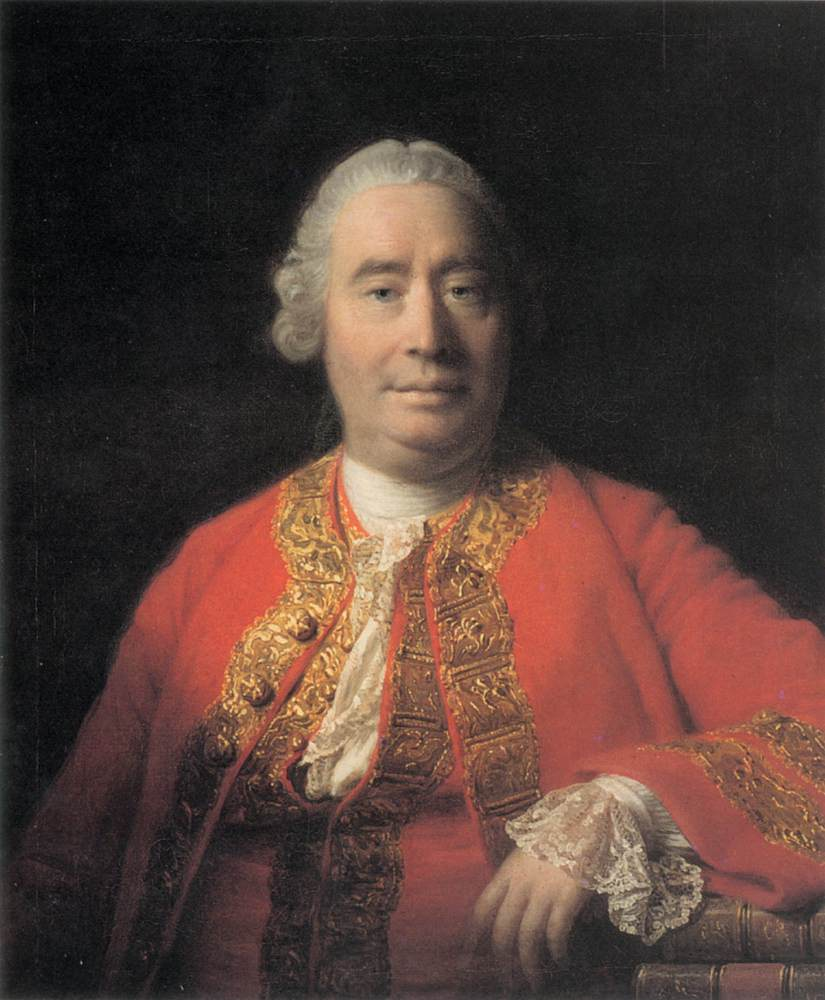
David Hume
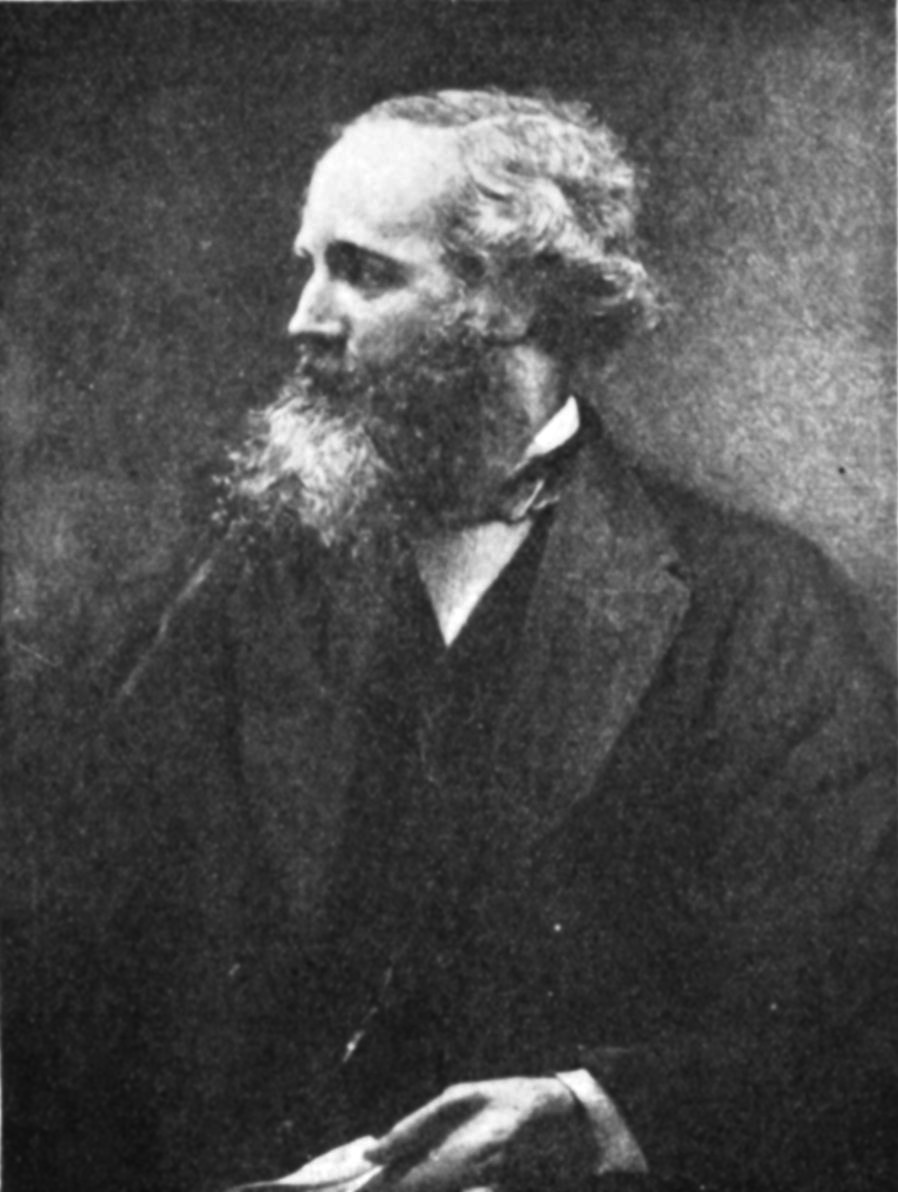
James Clerk Maxwell
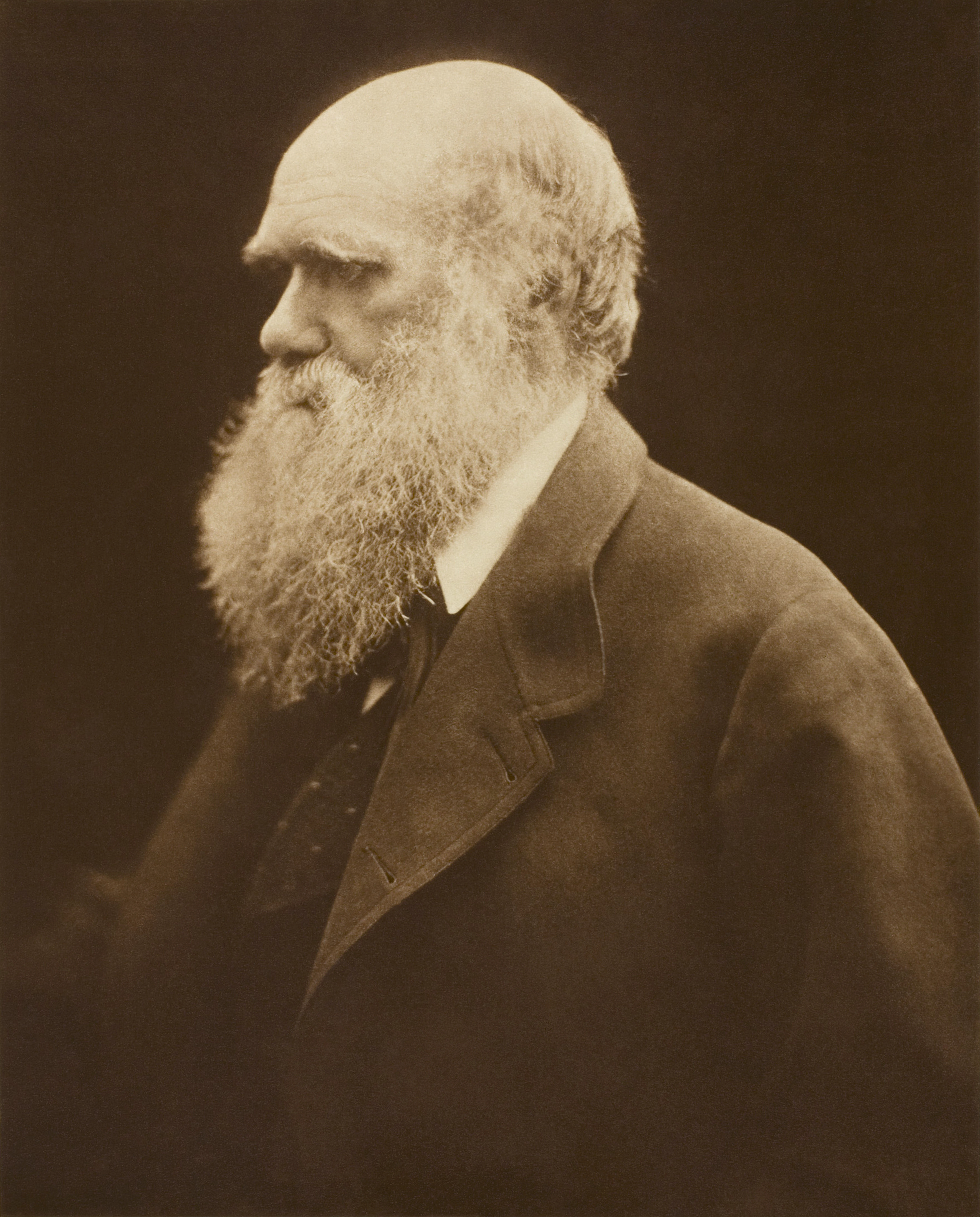
Charles Darwin

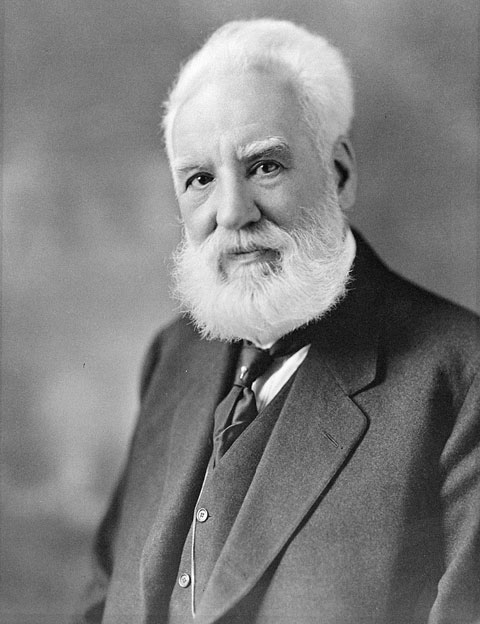
Alexander Graham Bell
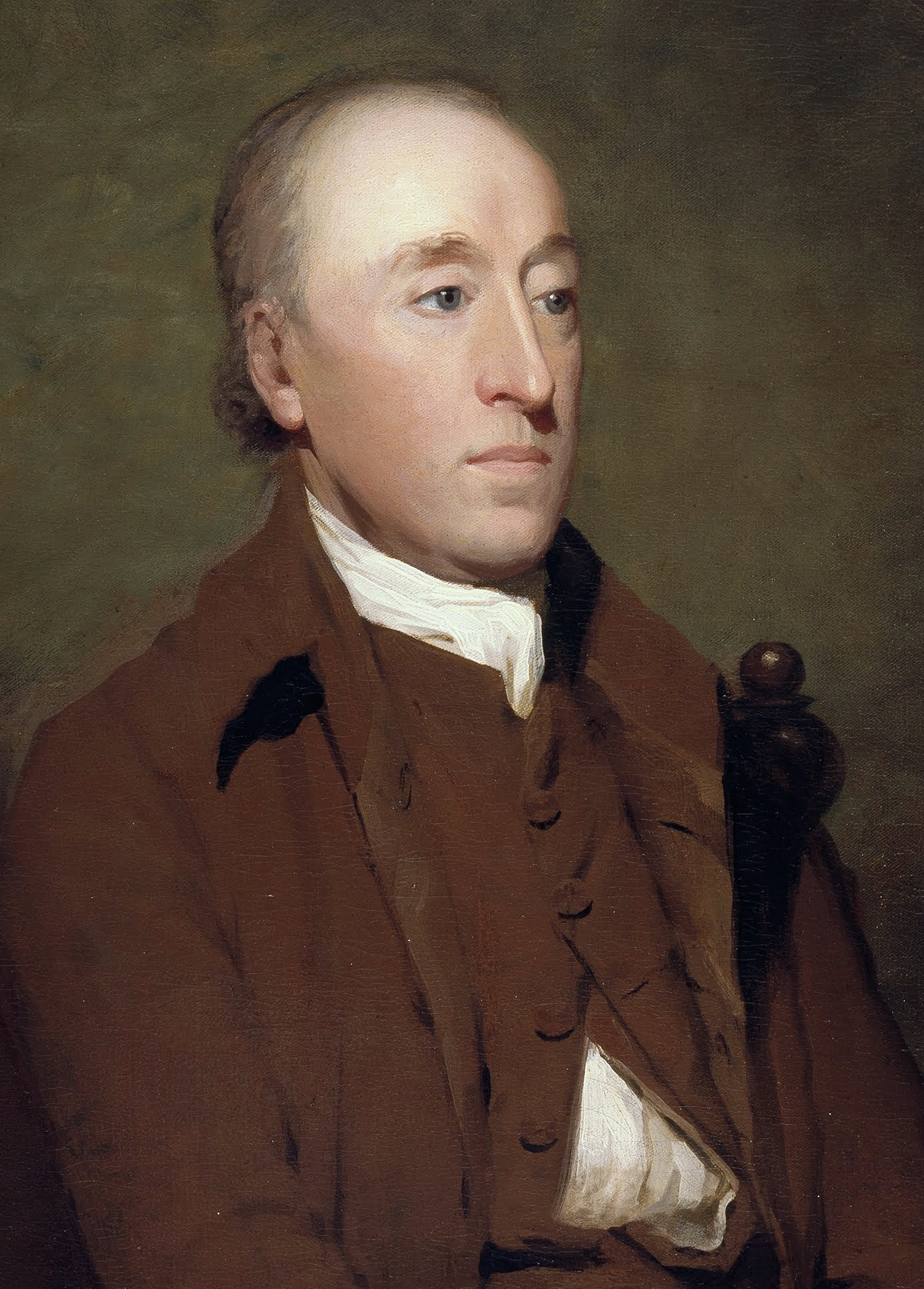
James Hutton
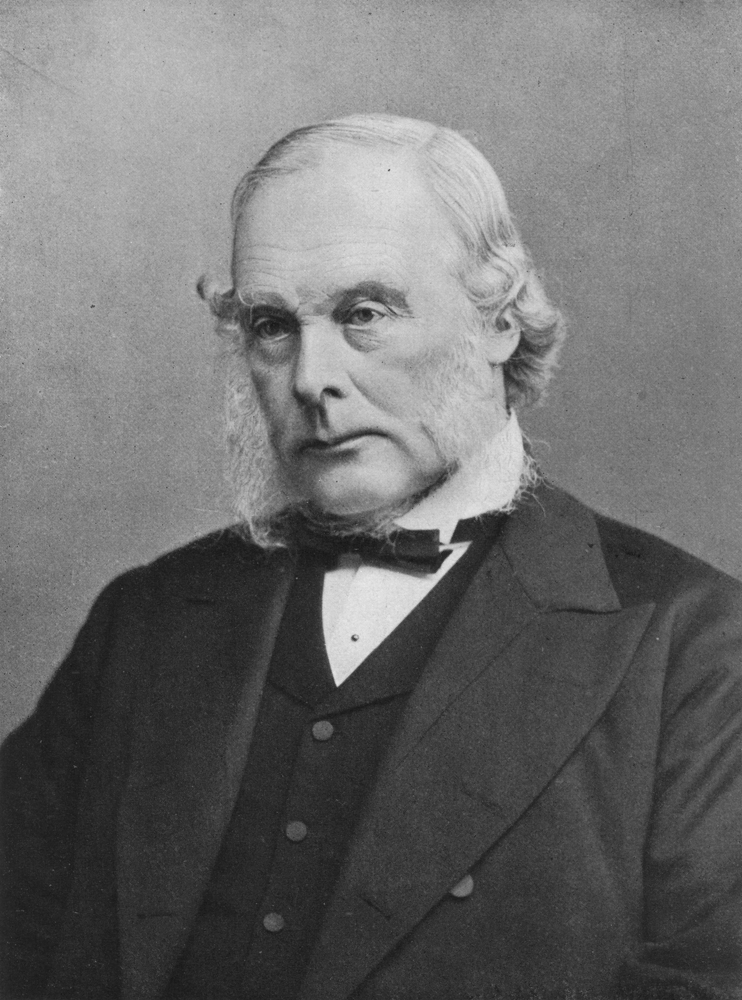
Joseph Lister
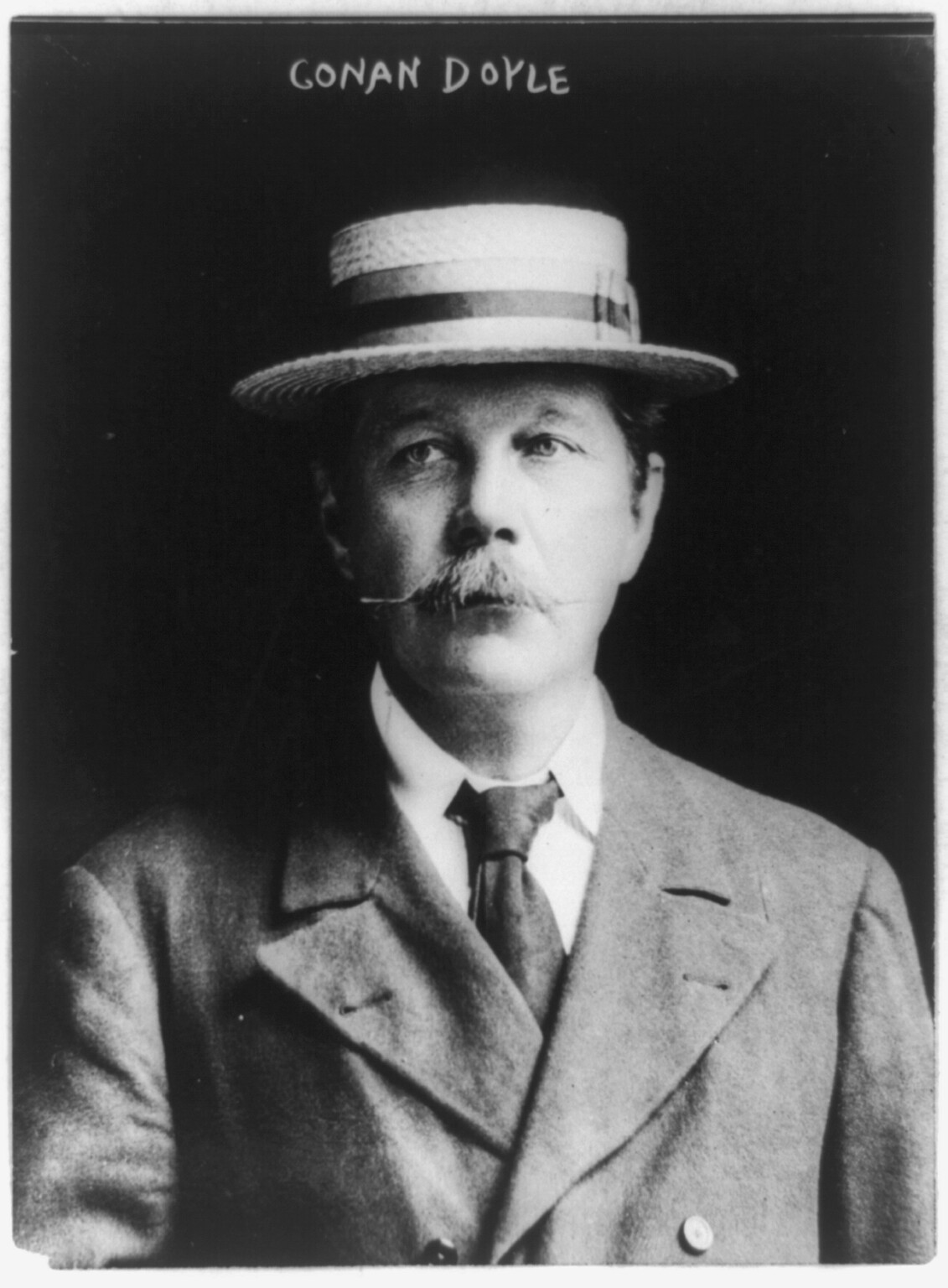
Conan Doyle

## Alumnes destacats
- Alexander Graham Bell
- Charles Robert Darwin
- Arthur Conan Doyle
- David Hume
- James Clerk Maxwell
- James Mirrlees
- Robert Louis Stevenson
- Joseph Bell
- Max Born
- James Hutton
- Igor Tamm
- James Matthew Barrie, novel·lista i dramaturg
- John Richardson
- Sir Donald Francis Tovey, compositor i pianista
- Cecil Forsyth, compositor
- Rebecca Saunders, compositora
- Cecilia McDowall, compositora